# Tatjana Lubiecka
Tatjana Lwowna Lubiecka (ros. Татьяна Львовна Любецкая, ur. 11 lutego 1941 w Moskwie) – rosyjska florecistka reprezentująca ZSRR, złota medalistka mistrzostw świata.
Podczas mistrzostw świata w Turynie w 1961 roku reprezentacja ZSRR w składzie: Galina Gorochowa, Diana Nikanczikowa, Tatjana Lubiecka, Walentina Prudskowa, Walentina Rastworowa i Aleksandra Zabielina zdobyła złoty medal we florecie drużynowym. Był to jedyny medal Lubieckiej wywalczony w zawodach tego cyklu.
Nigdy nie wzięła udziału w igrzyskach olimpijskich.